# Chaco-Cordillera-expeditionen
Chaco-Cordillera-expeditionen, ägde rum 1901–1902, och var en svensk expedition som gick till Sydamerika. Svenska deltagare var Erland Nordenskiöld, Robert Elias Fries, Eric Boman, Oscar Landberg, Eric von Rosen, Sigfrid Pettersson och Gustaf von Hofsten. Expeditionen gick till gränstrakterna mellan Argentina och Bolivia. Området var vid denna tid relativt odokumenterat av européer, de som varit där före svenskarna och beskrivit det i text var bland annat Hugh Algernon Weddel, Jules Crevaux, Lorenz, Hieronymus, Brachebusch, Max Uhle och Borelli.

## Läger Salta

Eric von Rosen vid utgrävning av en grav, 1901–1902. Puna de Jujuy, Argentina. Foto: Erland Nordenskiöld.

Erland Nordenskiöld, Oscar Landberg, en ung man som anställts för konserveringsarbeten och diverse andra uppgifter, och Robert Fries lämnade Stockholm 25 mars 1901. Den 27 april kom de fram till Buenos Aires. Den 8 maj nådde de Salta i Argentina och Eric Boman, som var bosatt i Argentina, anslöt till expeditionen. Här hade expeditionen sitt basläger och från Salta utgick sedan flera exkursioner i omgivningarna. De införskaffade utrustning, mulåsnor och anställde folk. Den 25 maj reste de till San Pedro nära Esperanza sockerfabrik i provinsen Jujuy och sedan vidare till bergsryggen Sierra Santa Barbara, en utlöpare mot Chaco. Boman och Fries gjorde en exkursion upp i berget för att studera den alpina floran. Expeditionen utförde också mindre undersökningar av övergivna boplatser i området runt den lilla ranchen Quinta. Även begravningsplatser undersöktes och Nordenskiöld skriver att "urnorna är försedda med fantastiska ansikten". Den 31 augusti återvände expeditionen till Esperanza.

## Läger Moreno
Den 15 augusti påbörjade Eric von Rosen, hans betjänt Sigfrid Pettersson och Gustaf von Hofsten resan från Stockholm.  De kom fram till Salta i Argentina den 25 september där de anslöt till expeditionen. Nästa mål för den nu utökade expeditionen var den torra högslätten Puna de Jujuy. Vägen dit gick genom Quebrada del Toro där utgrävningar utfördes liksom i Salta-dalen. Det andra huvudlägret upprättades i Moreno, 3600 meter över havet. Eric von Rosen gjorde här två arkeologiska undersökningar, en i Casabinda och en vid Ojo de Agua. Ett flertal exkursioner genomfördes, bland annat till berget Nevado de Chañi som bestegs av von Rosen, Fries och von Hofsten.

## Läger Tarija och läger Tatarenda
Den 8 januari 1902 anlände expeditionen till Tarija. Tarijadalen är känt för sina fossiler och expeditionen samlade in stora mängder sådana. Eric von Rosen utförde fler arkeologiska utgrävningar. Efter flera incidenter där Eric Boman varit berusad och skjutit med sin revolver, fick han lämna expeditionen. Den 24 februari satte expeditionen kurs mot Chaco. På vägen träffade de flera guaraitalande chiriguanos. De anlände till missionsstationen Aguayrenda den 13 mars och etablerade sitt läger i Tatarenda. Inte långt från detta läger blev de bekanta med en grupp chorotes, inte minst Eric von Rosen som publicerat flera texter om dessa. En exkursion gjordes till Crevaux vid Rio Pilcomayo, en resa på 2 dagsmarscher. Den bolivianska regeringen tillhandahöll 8 man och en officer för denna exkursion. I Crevaux fanns ett fort för att ge skydd till nybyggare i området mot indianer. Här träffade expeditionen wichís (kallade matacos) och tobas.
Den 14 maj var expeditionen tillbaks till Salta. Via Buenos Aires gick resan tillbaks till Sverige dit de anlände 27 juni.